# Orientamento formativo
Con il termine orientamento formativo si indicano tutte quelle attività mirate a permettere agli individui di riconoscere e sviluppare le proprie attitudini, capacità e competenze. L'orientamento viene oggi considerato come un processo continuo ed articolato, che abbraccia tutte le fasi dell'esistenza, finalizzato a mettere il singolo nella condizione di operare scelte consapevoli al fine di esercitare un controllo sulla propria vita e di realizzarsi positivamente ed efficacemente a livello personale, sociale e professionale.

## Evoluzione storica del concetto di orientamento
Nelle società preindustriali era la famiglia a svolgere una implicita azione orientativa in quanto luogo nel quale i giovani apprendevano i comportamenti adeguati al contesto sociale di riferimento e le regole necessarie per continuare il lavoro del padre.
La rivoluzione industriale apporta profondi cambiamenti nella società e nel mondo del lavoro. Nascono nuove professioni, si avvertono i primi segnali della mobilità sociale e la famiglia vede gradualmente ridimensionata la sua funzione orientativa. Conseguentemente l'orientamento esce dalla dimensione del privato per divenire un problema della collettività . Si intensificano gli studi teorici sull'orientamento e vengono definite le prime strategie d'intervento. Talcott Parsons, nei primi decenni del 1900, propone una logica di orientamento finalizzata a determinare con esattezza le caratteristiche dei profili professionali verso i quali indirizzare gli individui in possesso dei requisiti ritenuti indispensabili per svolgere quelle determinate professioni.
In questo periodo la finalità principale dell'azione di orientamento, finalizzata unicamente alla selezione del personale, è quella di misurare le attitudini di un soggetto al fine di verificare se le stesse siano rispondenti o meno alle richieste del contesto lavorativo in cui dovrebbe inserirsi. Il paradigma è quello dell'"uomo giusto al posto giusto" e la teoria di riferimento è quella "diagnostico-attitudinale". Tra gli anni trenta e gli anni cinquanta, viene elaborata una concezione di orientamento che, pur prospettandosi ancora funzionale alla selezione di "individui giusti per i posti giusti", centra il proprio obiettivo sulla ricerca di interessi, aspirazioni, inclinazioni di un soggetto, sugli aspetti del suo carattere e sulla coincidenza degli stessi con il possibile lavoro (teoria caratteriologico-emozionale).
Grazie agli studi e alle ricerche svolte negli anni sessanta il concetto di orientamento evolve nuovamente e si sviluppa la teoria clinico-dinamica: si analizzano tendenze e aspetti di personalità, motivazioni, aspirazioni e inclinazioni del soggetto secondo l'impostazione della psicologia clinica. Si utilizzano test proiettivi per esplorare le aspirazioni e le motivazioni profonde del soggetto. Si ritiene infatti che, definiti questi aspetti, l'individuo possa adattarsi con più facilità e ritrovare il proprio benessere attraverso una determinata attività lavorativa.
Negli anni settanta viene via via messa in discussione l'idea di orientamento basata sul rilevamento degli aspetti inconsci del soggetto in quanto si considera che tale approccio tenda a sottovalutare tutti gli aspetti esterni che condizionano e indirizzano ogni individuo nella scelta dell'attività sociale da intraprendere, ad esempio l'appartenenza sociale, la condizione economica, i modelli culturali di riferimento, i pregiudizi, le stereotipie.
Sempre in quegli anni prende forma la teoria pedagogica o socio culturale, i cui sostenitori si prefiggono di porre al centro del processo orientativo la persona e di conseguenza l'orientamento inizia ad essere considerato un processo mirato allo sviluppo della capacità di aut orientarsi. Nel corso degli anni ottanta si assiste ad un rinnovato interesse per l'orientamento ritenendo che tale pratica svolga un ruolo fondamentale nei momenti di passaggio tra i diversi gradi dell'istruzione o nel passaggio da un lavoro ad un altro lavoro. Si sviluppa un concetto di orientamento come accompagnamento della persona nei momenti di transizione e l'orientare diviene una pratica mirata a fornire un supporto al soggetto che si trova a ricollocarsi all'interno del contesto formativo o professionale. In questo periodo la funzione informativa dell'orientamento appare predominante.
A partire dalla fine degli anni novanta, si assiste ad un interesse per l'orientamento che tende al superamento delle ricerche specialistiche per coinvolgere un numero sempre più consistente di operatori della scuola, della formazione professionale e del mondo del lavoro, anche attraverso l'apporto di pubblicazioni di testi, di carattere divulgativo, sui diversi approcci teorici e metodologici. Nello specifico del contesto italiano, si accompagna a questo crescente interesse un notevole sviluppo di agenzie dedicate all'orientamento.
Uno studio comparativo condotto su 30.000 allievi diplomati nei licei classici e scientifici di Milano dal 1985 al 2005 ha evidenziato che le famiglie tendono a scegliere lo stesso istituto di istruzione superiore del primogenito anche per gli altri fratelli maschi. La scelta del percorso universitario è invece influenzata dallo stereotipo sociale che associa al genere maschile le lauree in economia e business, in medicina e in ingegneria (gruppo di lauree abbreviato con l'acronimo HEM). Più in particolare, i diplomati maschi che hanno in famiglia almeno una sorella hanno un 5% di probabilità in più di immatricolarsi in un corso di laurea di tipo HEM, tradizionalmente considerato maschile.

## Contesti e professionisti
I diversi contesti organizzativi quali la scuola, la formazione professionale, i servizi per il lavoro, gli sportelli di informazione e orientamento ai quali riferire le figure e i profili professionali, attraverso le specifiche e molteplici finalità e azioni orientative, concorrono ad una difficile definizione di figura unitaria di orientatore. Le stesse funzioni e finalità di orientamento sono ulteriormente diversificate attraverso i bisogni di un'utenza con caratteristiche e necessità di supporto che possono prevedere momenti di transizione in un percorso di istruzione e/o formazione, esperienze lavorative da ricollocare, momenti di passaggio tra formazione e lavoro. In Italia non è ancora presente una condivisione di interessi ed intenti verso una definizione dei ruoli professionali degli operatori dell'orientamento, realtà questa che contribuisce ad una scarsa chiarezza sulle competenze necessarie all'adattarsi ai ruoli ed ai contesti organizzativi che sono andati consolidandosi nel tempo. Le professionalità coinvolte sono molto spesso di diversa estrazione e provenienti da settori diversi; le stesse attività sono progettate e realizzate in funzione dei bisogni di un'utenza che può presentare medesime necessità ma che vengono svolte da profili professionali tra loro diversi, così come si possono rilevare attività che si rivolgono ad utenze tra loro diversificate, che richiedono quindi ruoli specifici, ma con una stessa denominazione. In una realtà così variegata, le figure professionali sono individuabili solo all'interno degli ambiti entro i quali svolgono, con ruoli e a titoli diversi, servizi e attività di orientamento e, attraverso le loro funzioni, è possibile riconoscere le competenze che ne precisano i profili. Insieme e globalmente coprono la domanda di un vasto potenziale di utenza che comprende giovani e adulti, occupati e disoccupati, disabili, immigrati, persone in stato di detenzione, studenti, lavoratori, operando all'interno di diversi sistemi quali scuola, università, organizzazioni ed enti di formazione professionale, strutture di servizio pubbliche e private per il lavoro.

### Profili, contesti e competenze
In considerazione della varietà di tipologie di azioni orientative e della peculiarità dei sistemi di riferimento rimane qualificante il contributo dell'Istituto per lo Sviluppo della Formazione Professionale dei Lavoratori (Isfol) che individua quattro ambiti di professionalità con la presenza di tre figure che svolgono prevalenti funzioni dedicate al supporto direttamente rivolto all'utenza e una quarta, che risponde alle necessità di progetto e analisi di azioni coerenti con le necessità territoriali.

#### Operatore dei servizi di informazione
Tra le figure si distingue l'operatore dei servizi di informazione per l'orientamento verso percorsi scolastici e di formazione o opportunità lavorative, attraverso attività di servizio per il primo contatto con l'utenza di informagiovani o altri sportelli. La sua funzione è di accoglienza e filtro attraverso semplici colloqui, di rilevazione della domanda dell'utenza e risposte in merito ai servizi che possono corrispondere alle necessità di formazione e lavoro.
La sua collocazione la vede inserita nel servizio diretto all'orientamento di scelte universitarie, corsi formazione professionale e delle diverse opportunità connesse o all'interno di strutture atte a svolgere una funzione di primo filtro e rinvio tra strutture diverse.
Le sue competenze prevedono la capacità di gestione di un colloquio con finalità informative, integrate da capacità di lettura e interpretazione della situazione del singolo utente o di un gruppo, la capacità di attivazione di gruppi di persone per scopi quali la costruzione di un curriculum vitae o di autonomo reperimento di informazioni. Ulteriori competenze sono sensibili alla pubblicizzazione e promozione del servizio che prevedono momenti specifici collegati ad interventi attraverso seminari, convegni, saloni di orientamento. Ulteriori capacità sono indirizzate ai contenuti e alle metodologie di erogazione delle informazioni, nonché alla possibile consultazione di canali e banche dati utili per completare l'ambito di intervento e le funzioni collegate all'utenza finale.

#### Tecnico di orientamento
Questo profilo è presente molto frequentemente nei sistemi di orientamento, per svolgere attività di accompagnamento all'interno di percorsi già strutturati nelle fasi di scolarizzazione, formazione o inserimento lavorativo. La sua funzione più specifica prevede il tutoraggio e il monitoraggio di percorsi in atto o l'assistenza orientativa nel passaggio tra i diversi percorsi di studio, con finalità preventive per la buona riuscita delle iniziative personali intraprese. Nei casi di nuovo inserimento lavorativo si occupa della programmazione di eventuali strategie per ottimizzare i percorsi; di monitoraggio, nei casi di disoccupazione e di attività di servizio per l'incontro tra domanda e offerta di lavoro. Sono interventi finalizzati a potenziare le risorse della persona nella ricerca di opportunità attraverso analisi, pianificazione o riprogettazione di un proprio percorso formativo o lavorativo. Una funzione quindi che richiede una buona conoscenza dei sistemi all'interno dei quali si trova ad operare, in relazione alle finalità (normative, istituzionali, di missione) e al funzionamento delle stesse (metodologie, relazioni, contenuti, sistema organizzativo), che si connota per la capacità di lavorare in rete con le altre risorse del territorio (agenzie formative, servizi di informazione e per il lavoro, cooperative sociali, servizi socio-sanitari, ecc.).
Nel sistema scuola e in quello della formazione professionale si inserisce con azioni di accoglienza per l'ingresso nei cicli di studio, di monitoraggio per il perfezionamento di un percorso, di passaggio tra canali scolastici, di transizione tra il sistema scolastico e quello formativo, di percorsi orientativi per l'assolvimento dell'obbligo scolastico e dell'obbligo formativo e di prevenzione all'insuccesso e all'abbandono scolastico.
All'interno dei servizi per il lavoro svolge attività di monitoraggio in condizioni di disoccupazione, di sostegno e mediazione sociale per gli inserimenti lavorativi con particolari difficoltà individuali, di prevenzione e recupero di giovani nell'evasione dell'obbligo formativo, di preparazione dei tirocini di alternanza formazione-lavoro e per l'inserimento lavorativo.
Le competenze distintive di questo profilo possono fare riferimento alla capacità di analizzare e valutare situazioni personali e di contesto, di relazione interpersonale e di gestione di contesti di riferimento quali famiglia, servizi sociali, scuole, istituti, incontri con operatori di altri servizi o insegnanti. Si distingue inoltre la capacità di potenziare e promuovere il lavoro in rete, attraverso la condivisione di strategie ed obiettivi di intervento ed azioni integrate, e la capacità di valutazione di finalità e di azioni correttive in funzione dei risultati.

#### Consulente di orientamento
La figura del consulente di orientamento prevede funzioni di supporto nel processo decisionale di scelte scolastico-formative e nei progetti professionali verso il lavoro o sul lavoro. In particolare, attraverso l'adozione di metodologie dedicate e strumenti diagnostici, il suo intervento consente la rielaborazione di storie formative/lavorative personali e di prefigurarne traiettorie di sviluppo coerenti con l'identità dei soggetto e realistiche in termini di opportunità. Le principali competenze che distinguono questa figura sono relative all'analisi dei bisogni e risorse individuali, alla gestione di relazioni di aiuto centrate sulla persona o di consulenza per gruppi ristretti di utenti; competenze diagnostiche nell'uso di materiale di analisi e assesment di risorse individuali, di valutazione di processi di apprendimento e prestazioni lavorative.
I contesti in cui trova spazio possono essere i sistemi formativi (scuola, università, formazione professionale) con azioni orientative di supporto alle decisioni e alle aspettative dei singoli utenti coerentemente alle opportunità ed eventuali vincoli del sistema(consulenza orientativa). Presso i servizi per il lavoro, sia pubblici che privati, con consulenze in relazione ai bisogni professionali di lavoratori in mobilità, disoccupati o con esigenze di cambiamento lavorativo. Presso le aziende per rispondere ad esigenze di gestione delle risorse umane in occasione di processi di ristrutturazione produttiva o a sostegno dello sviluppo di un percorso individuale di carriera (bilancio delle competenze e consulenza di carriera).

#### Analista di politiche e servizi di orientamento
La figura di analista di politiche e servizi di orientamento svolge prevalentemente attività di assistenza tecnica alle istituzioni e ai sistemi nelle fasi di definizione delle politiche di orientamento; le funzioni distintive del profilo contemplano la progettazione di piani di intervento, l'analisi dei fabbisogni formativi e aggiornamento delle risorse, la consulenza nella gestione di risorse economiche per gli interventi di orientamento, il monitoraggio, la valutazione e verifica degli interventi(attività/servizi), la promozione e sviluppo dei servizi e delle collaborazioni territoriali in rete.
La figura si caratterizza per competenze giuridico amministrative, di gestione del personale e del funzionamento dell'organizzazione, nell'analisi di sistemi complessi per l'attivazione di servizi e reti territoriali e nella gestione e coordinamento di azioni integrate attraverso la promozione del dialogo di istituzioni diverse.

## Metodologie e strumenti
La diffusione di percorsi di orientamento è dovuta all'impegno sociale ed istituzionale, ma anche all'interesse personale, a causa dei mutamenti e delle richieste della realtà socio-economica, con il conseguente disorientamento che viene avvertito ad ogni livello, così da pervenire a richieste sempre più numerose di un servizio di consulenza orientativa lungo tutto il percorso della vita formativa e/o lavorativa. Le metodologie di orientamento (bilancio di competenze, orientamento narrativo, autorientamento, percorsi di facilitazione e counseling), quindi, vengono definite come dei processi di accrescimento dell'individuo affinché aumenti la sua capacità di fare delle scelte, di progettare, di intervenire da protagonista nella propria vita.
Il percorso di orientamento è un'attività complessa che mira alla conoscenza dell'ambiente economico e professionale nel quale ci si muove e della propria identità al fine di avere, con una visione realistica delle proprie competenze e dei propri limiti per delineare orizzonti progettuali di vita e professionali.

### Il bilancio di competenze
Il bilancio di competenze è da intendersi come un'analisi delle attitudini e delle competenze dell'individuo, che punta ai legami che ci sono tra i compiti e il ruolo che la persona deve o desidera ricoprire, ma anche compie un'analisi delle caratteristiche personali e delle capacità che sono funzionali per ricoprire efficacemente un determinato ruolo. La metodologia del bilancio di competenze è nata in Canada, ma si è sviluppata e diffusa principalmente in Francia, dove nel 1991 è stata approvata la legge 91/1405, che fissa gli obiettivi e regola i tempi e le modalità di svolgimento dei percorsi di bilancio. In Italia non esiste una normativa che disciplini l'utilizzo di questa metodologia a livello nazionale, soltanto alcune regioni si sono mosse in questa direzione. Lo scopo principale di questa tecnica è quello di accompagnare la persona a far emergere le proprie capacità, competenze e caratteristiche personali, rendendone possibile la trasferibilità e la spendibilità attraverso la ridefinizione e riprogettazione del proprio percorso di sviluppo professionale e/o formativo. Il bilancio di competenze è una metodologia di intervento e di consulenza di processo che si usa in ambito lavorativo e nell'orientamento professionale degli adulti ed è un percorso volontario.
Esso è uno strumento che può essere definito di "tipo specialistico", "qualitativo", connotato da una triplice valenza:
1. valenza orientativa, per la definizione del progetto professionale;
2. valenza formativa, per il cambiamento e sviluppo della persona;
3. valenza di rafforzamento dell'identità personale e lavorativa.

Il bilancio si divide in tre fasi:
1. fase preliminare, nella quale la persona dichiara il suo impegno ad intraprendere il percorso, le sue motivazioni ed attese;
2. fase d'investigazione, nella quale vengono analizzate le motivazioni e gli interessi personali e vengono identificate le competenze professionali e personali;
3. fase di conclusione, nella quale avviene la restituzione dei risultati dell'investigazione e si analizza la fattibilità del proprio progetto.

Nell'evoluzione di questo percorso il soggetto coinvolto deve assumere il ruolo di protagonista, così da prendere coscienza delle competenze maturate in ambito formale, non formale ed informale. L'impegno richiesto alla persona è quantificabile in circa 24 ore suddivise tra incontri di consulenza e attività da svolgere autonomamente, in un periodo variabile tra i due-tre mesi. Varie sono le tipologie di strumenti che vengono adottati di cui il colloquio individuale rappresenta la tecnica fondamentale, ma possono essere anche laboratori di gruppo (role playing, simulazioni, giochi di gruppo) con il supporto di griglie e schede strutturate, questionari, test cognitivi di personalità ed attitudinali, al fine di ottenere informazioni più precise.
I destinatari del bilancio di competenze sono soggetti adulti in possesso di un patrimonio di competenze professionali e di esperienze lavorative e di vita, che si possono identificare in persone occupate interessate alla riqualificazione e ad uno sviluppo di carriera; persone in mobilità lavorativa o con esperienze di lavoro discontinuo; persone inoccupate o disoccupate; persone coinvolte in processi di ristrutturazione e riorganizzazione della propria azienda; ma possono essere anche giovani laureati con esperienze di stage e tirocini che desiderano individuare le competenze acquisite e la loro spendibilità sul mercato.
Nonostante questa pratica sia nata per rispondere ad esigenze di qualificazione e reinserimento lavorativo, negli ultimi tempi il suo utilizzo è stato indirizzato anche a categorie di persone senza esperienze lavorative pregresse, con una particolare attenzione a giovani drop out a rischio emarginazione e devianza. In Italia gli interventi di bilancio di competenze sono previsti e realizzati dai Servizi per il lavoro, quali i Centri per l'impiego provinciali, i Centri di orientamento universitari, la scuola secondaria superiore, i Comuni, enti e organizzazioni che necessitino di un percorso di bilancio per il proprio personale.

### L'orientamento narrativo
L'orientamento narrativo è una pratica di supporto educativo e formativo. Ideato in Italia da Federico Batini e Renato Zaccaria affonda le sue radici nel costruzionismo e nella pedagogia narrativa. In un'epoca in cui i lavori si diversificano, gli ambiti professionali si modificano velocemente, le situazioni di impiego non offrono più dei riferimenti certi, gli individui sono costretti a porsi costantemente in un'ottica di cambiamento continuo nell'arco della loro vita e a causa dell'imprevedibilità, a dare un senso a ciò che sta accadendo. La flessibilità e la mobilità in ambito professionale richiedono alle persone una sostenibilità psicologica sempre più complessa e in questo contesto "la narrazione" può essere vista come un percorso naturale per esprimere il proprio vissuto emotivo e sviluppare la propria personalità per una positiva immagine di sé e la costruzione dell'identità personale e professionale. La metodologia dell'orientamento narrativo consente la riflessione su di sé, sul vissuto passato e sulla proiezione nel futuro, facilita le dinamiche relazionali e sviluppa le competenze orientative delle persone per saper scegliere, progettare, e affrontare le difficoltà, dare significato e ordine alle azioni.
Un processo di empowerment, perciò, che aumenta nella persona la capacità di controllo sulla propria vita, ottenendo così una migliore conoscenza e percezione di sé e un conseguente miglioramento del benessere individuale. L'orientamento narrativo è interessato a tre diversi aspetti:la costruzione di significati, la strutturazione dell'identità e la narrazione di sé, e attraverso la modalità dell'orientamento di gruppo, avviene anche il coinvolgimento di aspetti emotivi che stimolano l'apprendimento e incidono sul cambiamento di comportamenti e di strategie. L'obiettivo è quello di aiutare la persona a progettare e a progettarsi, a compiere scelte consapevoli e intelligenti in relazione alla notevole complessità nella quale vive, evitando i rischi dell'abitudine e della ripetitività, della passività e della rassegnazione, per stimolare l'individuo verso precisi obiettivi di maturazione.
L'orientamento narrativo va incontro al bisogno di avere ideali verso cui tendere al fine di dare direzione e concretezza al desiderio di autorealizzazione, e la modalità narrativa sembra essere la forma adeguata per stimolare processi, nei quali l'individuo possa esplorare se stesso, il proprio ambiente, le proprie aspirazioni, desideri e risorse sui quali forse non si era mai soffermato a riflettere, ma che sono fondamentali per definire una propria identità.